# بيراميد (مترو باريس)
بيراميد (بالفرنسية: Pyramides)‏ هي محطة مترو تابعة لمترو باريس تقع في فرنسا في الدائرة الأولى في باريس.[بحاجة لمصدر]